# Горбунов, Андрей Николаевич (литературовед)
Андре́й Никола́евич Горбуно́в (31 января 1940, Москва — 11 июня 2021, там же) — советский и российский литературовед, специалист по истории зарубежной литературы, в том числе английской и американской, библеистике, литературоведческой компаративистике, один из крупнейших российских шекспироведов. Автор статей и монографий по английской литературе. Доктор филологических наук, профессор Московского университета.
Протодиакон Русской православной церкви. Клирик храма Троицы Живоначальной в Хохлах.

## Биография
Родился в Москве. Мать — литературовед, исследователь советской прозы и драматургии Е. Н. Горбунова, отец — театровед и литературный критик А. П. Мацкин.
В 1962 году окончил филологический факультет Московского университета по романо-германскому отделению. Продолжил обучение в аспирантуре, защитил кандидатскую, а затем докторскую диссертацию. Темы: кандидатской диссертации — «Романы Фрэнсиса Скотта Фицджеральда» (1968), докторской — «Джон Донн и английская поэзия XVI—XVII вв.» (1989).
С конца 1960-х годов преподаватель кафедры английского языкознания филологического факультета МГУ. В это же время вёл практические занятия по английскому языку для студентов.
С 1992 года профессор кафедры истории зарубежной литературы филологического факультета МГУ. Член редакционной коллегии серии «Литературные памятники» (с 2002 года), Шекспировской комиссии при РАН. Один из инициаторов Российско-британской конференции «Religion and Literature» (МГУ совместно с Даремским университетом (Durham University), Великобритания, проводятся с 1999 года).
В 1993 году рукоположён во диаконы (целибат) Святейшим Патриархом Московским и всея Руси Алексием II. 5 декабря 2003 года, в праздник Введения Пресвятой Богородицы во храм награждён правом ношения двойного ораря. С 2004 года находился за штатом по состоянию здоровья. С 2006 года служил в храме Святой Живоначальной Троицы в Хохлах в Москве.
Умер 11 июня 2021 года в Кратове. Прощание и отпевание прошло 16 июня в храме, где диакон Андрей прослужил 15 лет. Похоронен на Даниловском кладбище.

## Научная деятельность
В сферу научных интересов Горбунова входили американская литература XX века, английская литература Средних веков и Возрождения (прежде всего творчество Дж. Чосера и У. Шекспира) и романтизма, а также испанская и русская классическая литература.
Начал научную деятельность как литературовед-американист. Со студенческих лет глубоко изучал американскую прозу и поэзию XX века. После защиты кандидатской диссертации о творчестве Фицджеральда опубликовал одну из первых монографий о его творчестве — «Романы Френсиса Скотта Фицджеральда» (М., 1974). Работа получила высокую оценку специалистов и была встречена положительными рецензиями в специализированных журналах.
На рубеже 1970-х —1980-х годов сменил сферу научных интересов с современной американской литературы на английскую, преимущественно средневековую и ренессансную. С этого времени одним из основных объектов изучения становится творчество У. Шекспира.
Составил одно из первых на русском языке собраний сочинений английских поэтов-метафизиков — «Английская лирика первой половины XVII века» (М., 1989). По мнению современной исследовательницы, «А. Н. Горбунов впервые в отечественной практике обратился к изучению религиозной поэзии метафизиков».
Опубликовал полный, без цензурных изъятий, перевод «Кентерберийских рассказов» Дж. Чосера (М., 1996). Подготовил в серии «Литературные памятники» ряд изданий английских писателей (Дж. Чосер, У. Шекспир, Дж. Донн, Дж. Милтон). Автор статей, посвящённых сравнительному изучению русских и английских классиков. Написал первую на русском языке монографию о творчестве Дж. Чосера — «Чосер средневековый» (М., 2010). В 2009—2010 годах опубликовал серию статей, посвящённых сопоставлению творчества Чосера и русских писателей XIX века — Н. В. Гоголя, Ф. М. Достоевского, Л. Н. Толстого (вошли в монографию о Чосере). В 2012 году выпустил монографию о творчестве английских поэтов-романтиков — «Три великих поэта Англии: Донн, Милтон, Вордсворт».
Постоянный участник научных конференций «Шекспировские чтения», с 1980-х годов публиковался в сборниках статей, составленных по их материалам.
Автор более ста научных статей.
Заслуженный профессор МГУ (2010).

## Педагогическая деятельность
Более 40 лет преподавал на филологическом факультете Московского университета. Работал на кафедре английского языкознания, затем на кафедре истории зарубежной литературы. Вёл занятия по английскому языку, семинары по истории зарубежной литературы, спецсеминар по американской литературе. С начала 2000-х годов читал общий годичный курс «Библия и культура» студентам первого курса романо-германского отделения (в первом семестре рассматривались тексты Ветхого Завета, во втором — Нового). Выступил с инициативой чтения данного курса студентам-русистам филологического факультета, что вызвало разногласия с деканом М. Л. Ремнёвой, из-за которых позднее был вынужден уйти из университета.
Вёл специальный семинар по творчеству писателей английского Ренессанса. Руководил написанием докторских и кандидатских диссертаций, дипломных и курсовых работ.
За годы педагогической деятельности подготовил ряд кандидатов и докторов наук, преподающих в МГУ и ведущих российских и зарубежных вузах.

### Монографии
- Конец времен и прекращенье дней. Предшественники и современники Шекспира. — М.: Прогресс-Традиция, 2019. — 592 с. — ISBN 978-5-89826-576-2.
- Знакомство с Библией. Курс лекций. — М.: Прогресс-Традиция, 2016. — 550 с. — ISBN 978-5-89826-468-0.
- Последний романтик. Поэзия Уильяма Батлера Йейтса. — М.: Прогресс-Традиция, 2015. — 400 с. — 500 экз. — ISBN 978-5-89826-431-4.
- Судьбы скрещения. Несколько размышлений о русско-английских литературных параллелях. — М.: Прогресс-Традиция, 2013. 494 с. ISBN 978-5-89826-393-5
- Три великих поэта Англии: Донн, Милтон, Вордсворт. — М.: Изд-во Моск. ун-та, 2012. 320 с. ISBN 978-5-211-06168-2
- Чосер средневековый. — М.: Лабиринт, 2010. 335 с. (Разыскания в области филологии, истории и традиционной культуры). ISBN 978-5-87604-209-5
- Шекспировские контексты. — М.: МедиаМир, 2006. 363 с. ISBN 5-91177-001-6
- Джон Донн и английская поэзия XVI—XVII веков. — М.: Изд-во Моск. ун-та, 1993. 187 с.
- Романы Френсиса Скотта Фицджеральда: Монография. — М.: Наука, 1974. 148 с.

### Подготовленные издания
- Шекспир У. Пустые хлопоты любви / Сост. и научн. статья А. Н. Горбунова. — М.: Наука, 2020. — (сер. «Литературные памятники»). ISBN 978-5-02-040114-3
- Марло К. Трагическая история доктора Фауста / изд. подгот. А. Н. Горбунов, В. С. Макаров, Д. Н. Жаткин, А. А. Рябова ; отв. ред. Н. Э. Микеладзе. — СПб.: Наука, 2018. — 328 с. — (Литературные памятники). — ISBN 978-5-02-039585-5.
- Шекспир У. Сонеты / Сост. и научн. статья А. Н. Горбунова. — М.: Наука, 2016. — (сер. «Литературные памятники»). ISBN 978-5-02-039223-6
- Шекспир У. Король Лир / Сост. и научн. статья А. Н. Горбунова. — М.: Наука, 2013. — (сер. «Литературные памятники»). ISBN 978-5-02-038104-9
- Мистерии Йоркского цикла / Сост. и научн. статья А. Н. Горбунова. — М.: Ладомир; Наука, 2013. — (сер. «Литературные памятники»). ISBN 978-5-86218-516-4
- Чосер Дж. Кентерберийские рассказы / Научн. статья А. Н. Горбунова. — М.: Наука, 2012. — (сер. «Литературные памятники»). ISBN 978-5-02-036871-2
- Донн Дж. Стихотворения и поэмы / Сост. и вступ. статья А. Н. Горбунова. — М.: Эксмо, 2011. — (сер. «Всемирная библиотека поэзии»). ISBN 978-5-699-46166-0
- Донн Дж. Стихотворения и поэмы / Научн. статья А. Н. Горбунова. — М.: Наука, 2009. — (сер. «Литературные памятники»). ISBN 978-5-02-036227-7
- Милтон Дж. Потерянный рай. Возвращённый рай. Другие поэтические произведения / Сост., научн. статьи и коммент. А. Н. Горбунова — М.: Наука, 2006. — (сер. «Литературные памятники»). ISBN 5-02-033240-2
- Чосер Дж. Троил и Крессида. Хенрисон. Завещание Крессиды. Шекспир У. Троил и Крессида / Научн. статья и коммент. А. Н. Горбунова. — М.: Наука, 2001. — (сер. «Литературные памятники»).
- Беньян Дж. Путь паломника / Сост., предисл. и коммент. А. Н. Горбунова. — М.: Грантъ, 2001. ISBN 5-89135-176-5
- Шекспир У. Юлий Цезарь / Сост., предисл. и коммент. А. Н. Горбунова. — М.: Радуга, 1998.
- Чосер Дж. Троил и Крессида. / Предисл. А. Н. Горбунова. — М.: Грантъ, 1997. ISBN 5-89135-006-8
- Чосер Дж. Кентерберийские рассказы / Предисл. А. Н. Горбунова. — М.: Грантъ, 1996. ISBN 5-89135-001-7
- Шекспир У. Пьесы в переводе Михаила Кузмина / Сост. А. Н. Горбунов. — М.: Моск. рабочий, 1990. — 432 с. ISBN 5-239-00753-5
- [lib.ru/INOOLD/WORLD/irikaxvii.txt Английская лирика первой половины XVII в.] / Сост., предисл. и коммент. А. Н. Горбунова. — М.: Изд-во Моск. ун-та, 1989. ISBN 5-211-00181-8
- Младшие современники Шекспира / Под ред. А. А. Аникста; предисл. А. Н. Горбунова. — М.: Изд-во Моск. ун-та, 1986.
- Шекспир У. Гамлет. Избранные переводы: Сборник / Сост. А. Н. Горбунов. — М.: Радуга, 1985.
- Шекспир У. Сонеты / Сост. А. Н. Горбунов; вступ. статья А. Зорина. — М.: Радуга, 1984.

### Редактированные тома серии «Литературные памятники»
- Кид Т. Испанская трагедия / Отв. редактор А. Н. Горбунов. — М.: Ладомир, 2011. (сер. «Литературные памятники»). ISBN 978-5-86218-498-3
- По Э. А. Ворон / Изд. подготовил В. И. Чередниченко; отв. редактор А. Н. Горбунов. — М.: Ладомир; Наука, 2009. — (сер. «Литературные памятники»). ISBN 978-5-02-036908-5
- Батлер С. Путь всякой плоти / Изд. подготовил И. И. Чекалов; отв. ред. А. Н. Горбунов. — М.: Ладомир; Наука, 2009. — (сер. «Литературные памятники»). ISBN 978-5-86218-421-1
- Дикинсон Э. Стихотворения. Письма / Изд. подготовили Т. Д. Венедиктова, А. Г. Гаврилов, С. Б. Джимбинов; отв. редакторы А. Н. Горбунов, И. Г. Птушкина. — М.: Наука, 2007. — (сер. «Литературные памятники»). ISBN 978-5-02-010218-7
- Скотт В. Обручённая / Изд. подготовили З. Е. Александрова, Т. Г. Чеснокова; отв. редактор А. Н. Горбунов. — М.: Ладомир; Наука, 2004. — (сер. «Литературные памятники»). ISBN 5-86218-449-X
- Сэр Гавейн и Зелёный Рыцарь / Изд. подготовили В. П. Бетаки и М. В. Оверченко; отв. редактор А. Н. Горбунов. — М.: Наука, 2003. — (сер. «Литературные памятники»). ISBN 5-02-032660-7

### Учебники
- История зарубежной литературы XVII века: Учеб. пособие / А. Н. Горбунов, Н. Р. Малиновская, Н. Т. Пахсарьян и др.; под ред. Н. Т. Пахсарьян. — М.: Высшая школа, 2005. ISBN 5-06-004237-5

### Авторефераты
- Романы Скотта Фицджеральда : автореф. дисс. … канд. филол. наук. — М., 1968. — 13 с.
- Джон Донн и английская поэзия XVI—XVII вв. : автореф. дисс. … докт. филол. наук. — М., 1989. — 45 с.

### Статьи
- Доктор Фауст: Люцифер или Прометей? // Марло К. Трагическая история доктора Фауста. СПб. : Наука, 2019. С. 163—206.
- Альфред Теннисон и его поэма «In Memoriam» // Теннисон А. In Memoriam А.-Г. X. Obiit MDCCCXXXIII М. : Ладомир ; Наука, 2018. С. 433—493.
- О природе, человеке и обществе. Вордсворт в период творческого расцвета: 1797—1807 годы // Вордсворт У. Прелюдия, или Становление сознания поэта (1805). М. : Ладомир ; Наука, 2017. С. 565—707.
- Сонеты Шекспира: Загадки и гипотезы. // Шекспир У. Сонеты. М. : Наука, 2016. С. 607—649.
- От сотворения мира до его конца (Мистерии Йоркского цикла) // Мистерии Йоркского цикла. М. : Ладомир ; Наука, 2014. С. 767—830.
- «Вновь я посетил» — диалог трех поэтов (Колридж, Вордсворт, Пушкин) // Обретенное время: Сб. тр. памяти А. Д. Михайлова. М. : ИМЛИ РАН, 2014. С. 204—226.
- «Конец времен и прекращенье дней» («Король Лир» Уильяма Шекспира) // Шекспир У. Король Лир. М. : Наука, 2013. С 307—347.
- Эпифании: Вордсворт и Толстой // Литература XX века: итоги и перспективы изучения. : материалы Десятых Андреевских чтений. М. : Экон-Информ, 2012. С. 60-71.
- «Человеческая комедия» Джеффри Чосера // Чосер Дж. Кентерберийские рассказы. М. : Наука, 2012. С. 579—734.
- «Рифма в Англии бедна» — лирика Чосера // Чосер Дж. Кентерберийские рассказы. М. : Наука, 2012. С. 735—748.
- Отречения: Чосер и Толстой // Чосер Дж. Кентерберийские рассказы. М. : Наука, 2012. С. 749—772.
- Кривые дороги: Чосер и Гоголь // Чосер Дж. Кентерберийские рассказы. М. : Наука, 2012. С. 773—789.
- Лицемер и его жертва: трагический поворот сюжета (от «Кентерберийских рассказов» к «Селу Степанчиково») // Чосер Дж. Кентерберийские рассказы. М. : Наука, 2012. С. 790—818.
- «Долг ваш — покоряться и любить» : Идеал супружеской любви: Спенсер, Шекспир, Донн) // Шекспировские чтения — 2006. — М., 2011.
- О мнимом и сущем: три английские пьесы начала XVII века // Три пьесы английского Возрождения в переводах Григория Кружкова. — Томск: ИД СК-С, 2011.
- «Вновь я посетил» — диалог трёх поэтов (Колридж, Вордсворт, Пушкин) (недоступная ссылка) // Государство, религия, Церковь в России и за рубежом. — М.: Российская академия государственной службы при Президенте Российской Федерации, 2011. — № 2.
- Отречения: Д. Чосер и Л. Н. Толстой (недоступная ссылка) // Государство, религия, Церковь в России и за рубежом. — М.: Российская академия государственной службы при Президенте Российской Федерации, 2010. — № 1.
- М. М. Морозов и его слово о Шекспире // Морозов М. М. Гамлет: Перевод. Комментарии. Статьи. — М.: Лабиринт, 2009.
- 146-й сонет Шекспира и его место в цикле // Вестник Московского университета. Сер. 9, Филология. — 2009. — № 3.
- Лицемер и его жертва: трагический поворот сюжета (от «Кентерберийских рассказов» к «Селу Степанчиково») (недоступная ссылка) // Государство, религия, Церковь в России и за рубежом. — М.: Российская академия государственной службы при Президенте Российской Федерации, 2009. — № 3.
- 146-й сонет Шекспира и его место в цикле (недоступная ссылка) // Государство, религия, Церковь в России и за рубежом. — М.: Российская академия государственной службы при Президенте Российской Федерации, 2009. — № 2.
- Кривые дороги: Чосер и Гоголь (200-летию памяти Н. В. Гоголя посвящается) (недоступная ссылка) // Государство, религия, Церковь в России и за рубежом. — М.: Российская академия государственной службы при Президенте Российской Федерации, 2009. — № 1.
- Christ’s Temptations in the Wilderness (Milton and Dostoyevsky) // Literature and Theology. — Vol. 20. — No. 1. — Oxford, 2006.
- Ещё раз о бунте «бессмысленном и беспощадном»: («Капитанская дочка» и «Потерянный рай») // Современная филология: итоги и перспективы. — М.: ГиряП, 2005.
- «Духовная жажда» и визионерство: (Пророк в поэзии английских романтиков) // Свободный взгляд на литературу. — М.: Наука, 2002.
- Путь сквозь тесные врата // Беньян Дж. Путь паломника. — М.: Грантъ, 2001. ISBN 5-89135-176-5
- Christian Ideas of Good and Evil and their Embodiment in Literature // Life Conquers Death. The Religion and Literature / Ed. by A. Gorbunov and Penelope Minney. — М., 1999.
- The Legend of Troilus and Criseyde in its Christian Context (Chaucer, Henryson, Shakespeare) // Life Conquers Death. The Religion and Literature / Ed. by A. Gorbunov and Penelope Minney. — М., 1999.
- Шекспир и Библия // Life Conquers Death. The Religion and Literature / Ed. by A. Gorbunov and Penelope Minney. — М., 1999.
- Джеффри Чосер // Энциклопедия для детей: Всемирная литература. — М.: Аванта+, 1999. — Ч. 1. ISBN 5-94623-106-5
- Пасторальная комедия Шекспира // Шекспировские чтения. — М.: Наука, 1998.
- «Могучий Цезарь во прахе» // Шекспир У. Юлий Цезарь. — М., 1998.
- Шекспировская теодицея («Книга Иова» и «Король Лир») // Сквозь шесть столетий. Метаморфозы литературного сознания. Сборник в честь семидесятипятилетия Леонида Григорьевича Андреева / Сост. и общ. ред. Г. К. Косикова. — М.: Диалог—МГУ, 1997.
- Пасторальный оазис: (Ещё раз о пасторальных мотивах в пьесах Шекспира) // Шекспировские чтения. — 1993. — М.: Наука, 1993.
- Византия в поэзии Йейтса // Классика и современность. — М., 1991.
- Категория времени и концепция любви в английской поэзии рубежа XVI—XVII вв. (Спенсер, Шекспир, Донн) // Шекспировские чтения — 1990. — М.: Наука, 1990.
- Кузмин, переводчик Шекспира // Шекспир У. Пьесы в переводе Михаила Кузмина / Сост. А. Н. Горбунов. — М.: Моск. рабочий, 1990. — С. 5—14.
- «Стеснённый размер»: (Об английском сонете) // Английский сонет XVI—XIX веков: Сборник / Сост. А. Л. Зорин; На англ. яз. с параллельным русским текстом. — М.: Радуга, 1990.
- Ответ на вечные вопросы: (Несколько слов о западноевропейской культуре и литературе XVII века) // Колесо Фортуны. Из европейской поэзии XVII века: Сборник. — М.: Московский рабочий, 1989.
- Джон Скелтон: (К вопросу о нижних границах английского Ренессанса) // Вестник Московского университета. Сер. 9, Филология. — 1988. — № 2.
- Шекспир и литературные стили его эпохи // Шекспировские чтения — 1985. — М.: Наука, 1987.
- К проблеме эволюции лирики Джона Донна // Литература в контексте культуры / Под ред. С. И. Пискуновой. — М.: Изд-во Моск. ун-та, 1986.
- [lib.ru/SHAKESPEARE/shks_contemporaries.txt Драматургия младших современников Шекспира] // Младшие современники Шекспира / Под ред. А. А. Аникста; предисл. А. Н. Горбунова. — М.: Изд-во Моск. ун-та, 1986.
- К истории русского «Гамлета» // Шекспир У. Гамлет. Избранные переводы: Сборник. — М.: Радуга, 1985.

### Отзывы и рецензии
- Отзыв о серии книг Д. В. Щедровицкого «Введение в Ветхий Завет»

### Переводы
- Арнолд Дж. Смоковница: чудо и суд (Пер., вступл. диакона Андрея Горбунова) // Альфа и Омега. — М.: Изд-во Моск. ун-та, 2008. — № 3 (53).
- Вордсворт У. Предисловие к «Лирическим балладам» (Пер. А. Н. Горбунова) // Литературные манифесты западноевропейских романтиков. — М.: Изд-во Моск. ун-та, 1980. (Повторная публикация в изд.: Зарубежная литература XIX века: Романтизм: Хрестоматия историко-литературных материалов. — М.: Выс. шк., 1990. ISBN 5-06-001648-X)
- Саймак К. Спокойной ночи, мистер Джеймс // Современная зарубежная фантастика / сост. А. Громова. М.: Молодая гвардия, 1964. С. 97—116.